# ESO 021-004
Bei dieser wirbelnden Masse aus Gas, Staub und Sternen handelt es sich um eine mäßig leuchtende linsenförmige Galaxie vom Hubble-Typ S0-a namens ESO 021-004 im Sternbild Chamäleon am Südsternhimmel, die knapp 124 Millionen Lichtjahre von der Milchstraße entfernt ist. 
Diese Galaxie besitzt einen so genannten aktiven galaktischen Kern. Diese Aktivität wird durch Material erzeugt, welches in den zentralen Bereich der Galaxie fällt und dort auf ein supermassives Schwarzes Loch trifft. Während das Material in Richtung des Schwarzen Lochs fällt, wird es als Teil einer Akkretionsscheibe in eine Umlaufbahn gezogen. Dabei wird es überhitzt, wirbelt herum und sendet charakteristische hochenergetische Strahlung aus, bis es schließlich verschlungen wird.